# RTLS
RTLS, of Real Time Location System, is een systeem dat toelaat om de locatie van goederen, bijvoorbeeld in de logistiek, of personen te bepalen binnen een vooraf bepaalde tijd. De locatie kan worden bepaald door middel van strategisch geplaatste antennes.
RTLS kan toegepast worden via verschillende systemen zoals RFID-tags. Maar ook via WLAN kan RTLS geïmplementeerd worden. Bij een steeds groter scala aan problemen kan locatiebepaling een oplossing bieden en er zijn dus zeer veel methoden om aan die locatiebepaling te doen. Maar welke techniek biedt nu de beste oplossing voor een specifiek (locatiebepalings-) probleem? Een algemeen model voor dit probleem is ontwikkeld op de Radboud Universiteit van Nijmegen.
De meeste RTLS-systemen bestaan uit twee delen. De zogenaamde ranging sensors en location engine.

## Ranging sensors
De ranging sensors is een set van sensoren die worden gebruikt voor meetberekeningen tussen 2 of meer nodes. Meestal actieve RFID tags en de readers.
De tags zijn mobiele nodes waarvan het systeem moet proberen de positie te bepalen. Dit kunnen RFID-tags zijn maar ook licht, temperatuur, bewegingssensoren.
De readers zijn meestal complexere nodes die op een vooraf bepaalde plaats geïnstalleerd zijn. En die door het systeem gebruikt worden om de positie van de tags te bepalen.

## Locating Engine
De locating engine verzamelt alle meetgegevens van de readers en tags. Hiermee kan de locating engine dan de exacte plaats van een bepaalde tag of een set van tags bepalen.

## RTLS plaatsbepaling methodes
Er zijn verschillende algoritmen die toelaten om de afstand van een bepaalde tag tot een reader te bepalen.
- Angle of Arrival(AOA)
- Time of Arrival (TOA)
- Time Difference of Arrival (TDOA)
- Received Signal Strength (RSS)
- Time Of Flight (TOF)
- Symmetrical Double Sided Two Way Ranging (SDS-TWR)

## Angle of Arrival
De Angle of Arrival of AoA, is een methode voor het bepalen van de richting van de voortplanting van een RF-signaal ontvangen van een tag door een reader. Men gebruikt hierbij richtinggevoelige antennes bij de ontvanger(reader), waarmee de richting van de zender kan worden bepaald. De Angle of Arrival wordt bepaald door het meten van de hoek tussen de lijn die loopt vanaf de reader naar de tag en een lijn van de reader met een voorgedefinieerde richting, bijvoorbeeld het noorden.

### Plaatsbepaling van de tag
Met behulp van de posities van twee readers op vooraf bepaalde locaties, kan de positie van de tag, die naar de beide readers stuurt, bepaald worden met behulp van eenvoudige triangulatie. Voor elke reader wordt de Angle of Arrival van de tag berekend. Vervolgens berekent de location engine de plaats van de tag met de data van de readers via bepaald algoritme.

### Problemen met betrekking tot Angle of Arrival methode
Het nemen van metingen met behulp van deze methode vereist vaak een complex geheel van tussen de 4 tot 12 antennes gelegen in een horizontale lijn op verscheidene locaties in de omgeving.
De nauwkeurigheid van deze methode neemt toe met het aantal antennes dat men gebruikt. Hier komt nog bij dat de resulterende hoekmetingen nogal gevoelig zijn voor multipath-propagatie, veelvoorkomend in gebouwen. Het is daarom het beste dat er line-of-sight is tussen de tag en de reader. Bovendien, is de Angle of Arrival methode ook gevoelig voor beveiligingsrisico’s. Aanvallers kunnen gemakkelijk het signaal weerkaatsen of opnieuw vanaf een andere locatie uitzenden.

## Time of Arrival
De Time of Arrival, of ToA, is een methode gebaseerd op een meting van de propagatievertraging van het radiosignaal tussen de zender en een of meerdere ontvangers. Propagatievertragingen, kunnen worden berekend als {\displaystyle ti-t0}, dit is de tijd van het vertrek van een signaal van de bron naar de bestemming, met andere woorden, het is de hoeveelheid tijd dat een signaal nodig heeft om te reizen van de zender naar de ontvanger.

### Plaatsbepaling van tags
Indien men de propagatievertraging vermenigvuldigt met de propagatiesnelheid van het signaal, kan men de propagatievertraging omzetten naar een afstand tussen zender en ontvanger. Voor het bepalen van de tag positie in een 2D vlak moeten er ten minste 3 ontvangers zijn voor een 3D vlak zijn dit er 4.
In het 2D vlak, kan de locatie van de tag gezien worden als een kruispunt van cirkels terwijl in een 3D vlak de locatie een kruispunt is van sferen.

### Problemen met betrekking tot de Time of Arrival methode
Om een redelijk vertrouwen in de meting van de verstreken tijd {\displaystyle ti-t0} te hebben, moeten de klokken van de tag en de reader worden gesynchroniseerd. De afstand tussen een tag en een reader kan worden bepaald door deze methode, maar het gaat gepaard met een aanzienlijke kost. Om deze precisie tot op de nanoseconde te halen, wat resulteert in een nauwkeurigere meting van de afstand, moet er een uitgebreid kloksynchronisatiesysteem ontwikkeld worden dat veel geld, ontwikkeling en tijd vraagt. Bovendien, zijn er ten minste 3 lezers vereist in zowel een vlak (tweedimensionaal) als in een ruimte (driedimensionaal). Dit zorgt voor hoge kosten en een verhoogde complexiteit van het systeem.

## Time Difference of Arrival (TDoA)
Terwijl de Time of Arrival methode kan worden gezien als een kruispunt van sferen kan men de Time Difference of Arrival methode (TDoA) bekijken als kruispunten van hyperbolen. Systemen die gebruikmaken van deze methoden meten het verschil in transporttijd tussen signalen ontvangen van de zenders naar de tag. Daarom is TDoA ook bekend als drie dimensionale hyperbolische positionering.
Waar ToA de tijd meet die nodig is voor een signaal om van de tag naar de reader te geraken, vereist TDOA dat de readers meten wanneer het signaal is aangekomen. Daarom is het dus ook nodig dat deze signalen synchroon verzonden worden. Ofwel op hetzelfde moment of met een vooraf bepaalde vertraging.
TDoA vereist 3 of 4 readers die op vooraf bepaalde plaatsen zijn aangebracht. Elke reader ontvangt een synchroon signaal van de tag en meet wanneer dat het signaal ontvangen werd. Deze informatie wordt doorgestuurd naar de location engine die het tijdsverschil berekent tussen de data ontvangen van de readers. Door er hierna een algoritme op toe te passen kan de locatie van een tag bepaald worden. Wiskundig gezien bevindt de tag zich op het kruispunt van de 3 hyperbolen in een vlak, terwijl dit op het kruispunt van 3 hyperboloids ligt in een 3D vlak.

### Problemen met betrekking tot time difference of Arrival methode
De problemen in verband met TDoA methode zijn vergelijkbaar met de ToA methode. TDoA vraagt dat de klokken van elk van de readers worden gesynchroniseerd. De precisie van de location engine is gerelateerd aan de juistheid van de klokken die worden gebruikt bij de readers (met meer nauwkeurige klokken meer nauwkeurigheid, maar ook hogere kosten voor het systeem). In de meeste gevallen lopen de klokken asynchroon, met een negatief effect op de precisie van de lokalisatie.
Verder is TDoA ook beïnvloedbaar door noise en interferentie, wat resulteert in onjuiste kruispunten van de hyperbolen. Een directe line-of-sight heeft dan ook de voorkeur, zoals open ruimte of in grote open gebouwen.

## RSSI
De Received Signal Strength Indication-methode maakt simultaan gebruik van verschillende 802.11 WLAN – access points (AP) om de locatie van een apparaat te bepalen. De signaalsterkte van de ontvangen signalen uit ten minste drie APs worden gebruikt voor het bepalen van de locatie van het apparaat of persoon.
Ter verhoging van de nauwkeurigheid bestaan er meer geavanceerde RSSI-methoden, die gebruikmaken van een plattegrond, een zogenaamde RF-fingerprint die is gebaseerd op de kalibraties van de sterkte van de WLAN (wifi)-signalen op verschillende punten in een vooraf gedefinieerde omgeving.
In een RSSI-systeem wordt de afstand tussen de tag (het voorwerp of de persoon) en de reader (AP) bepaald door het converteren van de waarde van de signaalsterkte van de lezer in een afstandmeting gebaseerd op het bekende signaaluitgangsvermogen van de tag. De locatieserver kan met een algoritme voor de schatting van de locatie van de tag, berekend met behulp van de berekende afstanden tussen de tag en de verschillende readers, de afstand bepalen. Hoewel de vaststelling van de afstand tussen de tag en de reader substantieel verschilt met de ToA methode, is de locatieberekening gebaseerd op soortgelijke algoritmen.

### Problemen met betrekking tot RSSI-methode
Om effectief te kunnen zijn, vereist RSSI een goede dichtheid van AP's, dit zorgt voor een verhoogde kost van het systeem. Maar het grootste probleem in verband met RSSI gebaseerde systemen is dat er een onderliggend path-loss model moet worden gevonden voor zowel de niet-line of sight en niet-stationaire omgevingen. Het effect, in de praktijk, is dat de geschatte afstanden meestal niet 100% accuraat zijn.

## Time of Flight
De Time of Flight methode gebruikt de gemeten verstreken tijd voor de transmissie tussen de tag en de reader, gebaseerd op de geraamde propagatiesnelheid van een typisch signaal dat door een medium (lucht, muren, personen ...) gaat. Omdat deze methode is gebaseerd op een tijdswaarde, wordt de kloknauwkeurigheid aanzienlijk groter dan in de voorgaande methoden. Readers met zeer nauwkeurige klokken worden gebruikt om signalen met bekende vertrektijdwaarden naar de tag te sturen, ook met zeer nauwkeurige klokken. De vertrektijd t1 wordt vergeleken met het tijdstip van aankomst, t2, en met behulp van een schatting van de propagatiesnelheid van het signaal S, kan de afstand D tussen de apparaten worden bepaald met een nauwkeurigheid binnen 1 of 2 meter. Met drie readers, kan een algoritme bepalen wat de locatie van de tag in de 3D ruimte is.
Deze methode voegt geen hardware-overhead toe aan het systeem het gebruikt dezelfde hardware dat men zou gebruiken voor datacommunicatie en signaalbewerking.

### Problemen met betrekking tot de Time of Flight methode
Een ideaal ToF-systeem vereist kostbare nauwkeurige klokken. De werkelijkheid, het offset en niet ideaal zijn van deze klok, zorgt ervoor dat de nauwkeurigheid wordt aangetast. Ook kan het signaal worden beïnvloed door interferentie van andere signalen en noise. Toch heeft ToF voordelen. Ten opzichte van andere systemen zijn de kosten van bijkomende hardware minimaal. Het is ook redelijk succesvol in binnenomgevingen, zoals met betonnen muren en vloeren, en het heeft een relatief hoge nauwkeurigheid in vergelijking met andere methoden. Bovendien, wordt ToF beschouwd als een veilige methode voor RTLS.